# Paderborner Brauerei
Vous pouvez aider à l'améliorer ou bien discuter des problèmes sur sa page de discussion.
- Il ne cite pas suffisamment ses sources. Vous pouvez indiquer les passages à sourcer avec {{référence nécessaire}} ou {{Référence souhaitée}}, et inclure les références utiles en les liant aux notes de bas de page. (Marqué depuis mai 2021)
- Il contient une ou plusieurs listes. Le texte gagnerait à être rédigé sous la forme d’un ou plusieurs paragraphes synthétiques, afin d’être plus agréable à lire. (Marqué depuis mai 2021)

- Archive Wikiwix
- Bing
- Cairn
- DuckDuckGo
- E. Universalis
- Gallica
- Google
- G. Books
- G. News
- G. Scholar
- Persée
- Qwant
- (zh) Baidu
- (ru) Yandex
- (wd) trouver des œuvres sur Wikidata

Paderborner Brauerei est une brasserie à Paderborn.

## Histoire
La brasserie moderne est fondée en 1852. Dans les années 1930, elle rachète notamment la brasserie de la vieille ville de Warburg. En 1982, on inaugure un nouveau lieu de production. En 1990, la brasserie est rachetée par le groupe Warsteiner. La marque Paderborner Bier appartient en 2011 à Haus Cramer GmbH & Co. KG.

## Production
- Paderborner Pilsener
- Paderborner Export
- Paderborner Alt
- Paderborner Alkoholfrei
- Paderborner + Cola (avec de la caféine)
- Paderborner Radler
- Paderborner Malz (sans alcool)
- Paderborner Pilger